# Phyllanthus schliebenii
Phyllanthus schliebenii là một loài thực vật có hoa trong họ Diệp hạ châu. Loài này được Mansf. ex Radcl.-Sm. miêu tả khoa học đầu tiên năm 1981.